# Bulinus
Pour les articles homonymes, voir Bulin.
Genre
Bulinus (nom vernaculaire, Bulin) est un genre composé de 37 espèces de petits escargots dulçaquicoles appartenant à la famille des Planorbidés. 
Ce genre a une importance considérable en médecine tropicale, en tant qu'hôte intermédiaire de parasitose comme la bilharziose. 
Leur distribution couvre le continent africain (y compris Madagascar) et le Moyen-Orient. 
En Europe, on en trouve en Corse.

## Liste des espèces
Liste des espèces :
- Bulinus africanus
- Bulinus barthi
- Bulinus bavayi
- Bulinus browni
- Bulinus camerunensis
- Bulinus canensis
- Bulinus canescens (Morelet, 1868)[5]
- Bulinus cernicus
- Bulinus crystallinus
- Bulinus forskalii
- Bulinus globosus
- Bulinus hexaploidus
- Bulinus hightoni
- Bulinus liratus
- Bulinus mutandensis
- Bulinus nasutus
- Bulinus nyassanus
- Bulinus octoploidus
- Bulinus obtusispira
- Bulinus scalaris
- Bulinus senegalensis - l'espèce type du genre.
- Bulinus succinoides
- Bulinus transversalis
- Bulinus tropicus
- Bulinus truncatus
- Bulinus ugandae
- Bulinus umbilicatus
- Bulinus wrighti